# Jim Hines
Jim Hines, właśc. James Ray Hines (ur. 10 września 1946 w Dumas, zm. 3 czerwca 2023) – amerykański lekkoatleta, sprinter.

## Kariera
Choć urodzony w stanie Arkansas, Hines wychowywał się w Oakland w Kalifornii. Zanim zajął się lekką atletyką, uprawiał w młodości baseball. Jako lekkoatleta wsławił się najpierw przebiegnięciem 100 m poniżej 10 sekund jako pierwszy człowiek na świecie. Miało to miejsce w Sacramento podczas amerykańskich kwalifikacji przedolimpijskich w 1968. Według obowiązującego wówczas pomiaru ręcznego Hines przebiegł dystans w 9,9 s, a według pomiaru elektronicznego w 10,03 s na tych samych zawodach dwóch innych lekkoatletów, Charles Greene i Ronnie Ray Smith, także uzyskało czas 9,9 s (elektronicznie, odpowiednio 10,09 s i 10,13 s).
Na Igrzyskach Olimpijskich w 1968 w Meksyku Hines zdobył złote medale na 100 m i w sztafecie 4 × 100 m. Ustanowił rekordy świata w obu konkurencjach: 9,95 s na 100 m i 38,2 s w sztafecie. W sumie ustanawiał 5 razy rekordy świata: 3 razy na 100 m, raz w sztafecie 4 × 100 m i raz na dystansie jardowym.
Po Igrzyskach Hines zaczął zawodowo uprawiać futbol amerykański. W 1968 został wybrany do drużyny Miami Dolphins. Nie odniósł jednak sukcesów w tej dyscyplinie mimo umiejętności biegowych. Dla Miami Dolphins rozegrał tylko 10 meczów. W 1970 wystąpił w jednym meczu Kansas City Chiefs i na tym zakończył karierę sportową. Pracował później z młodzieżą w Houston oraz przy wydobyciu ropy naftowej.

## Rekordy życiowe
źródło:
- 100 m – 9,95 s. (1968)
- 220 y – 20,71 s. (1967)